# اچ‌ام‌اس بلونهام (ام۲۶۰۸)
اچ‌ام‌اس بلونهام (ام۲۶۰۸) (به انگلیسی: HMS Blunham (M2608)) یک کشتی است که طول آن ۱۰۰ فوت (۳۰ متر) می‌باشد. این کشتی در سال ۱۹۵۳ ساخته شد.